# Габерник
Габерник (словен. Gabernik) — поселення в общині Словенська Бистриця, Подравський регіон‎, Словенія.